# 이쿠하라 쿠니히코
이쿠하라 쿠니히코(幾原 邦彦, 1964년 12월 21일 ~ )는 일본의 애니메이션 연출가이자 소설가, 감독이다.
1985년 교토예술단기대학을 졸업한 후 다음해 토에이 동화(현 토에이 애니메이션)에 2기 연수생으로 입사. 《메이플 타운 이야기》 제작에 참가한다. 《모레츠 아타로》의 18화로 연출에 데뷔한 이후 《미소녀전사 세일러문 시리즈》의 시리즈 디렉터로서 TV 애니메이션 및 극장판 애니메이션을 연출하고 감독했다. 1997년에는 《소녀혁명 우테나》, 2011년에는 《돌아가는 펭귄드럼》, 2015년에는 펭귄베어 프로젝트의 일환으로《유리쿠마 아라시》의 감독을 맡았다. 애니메이션 외의 작품으로는 《S와 M의 세계》, 《Schell Bullet》, 《이방인과 신부》 등이 있다.
별명은 이쿠니(いくに).

## 참여 작품

### TV 애니메이션
- 메이플 타운 이야기 (1986-1987) - 제작 진행, 연출 조수

- 신 메이플타운 이야기 팜타운편 (1987) - 연출 조수

- 투장!! 라면맨 (1988) - 제작 진행, 연출 조수

- 악마군 (1989-1990) - 연출 조수

- 모레츠 아타로 (1990) - 연출 조수, 18.26 화 연출

- 금붕어 주의보 (1991-1992) - 4.13.21.25.30.38.43.49.54 화 연출

- 미소녀전사 세일러문 (1992) - 연출(콘티)

- 미소녀전사 세일러문 R (1993) - 시리즈 디렉터, 연출

- 미소녀전사 세일러문 S (1994) - 시리즈 디렉터, 연출

- 미소녀전사 세일러문 SS (1995) - 시리즈 디렉터, 연출

- 소녀혁명 우테나 (1997)

- 노다메 칸타빌레 (2007) - OP 그림 콘티/연출

- 푸른꽃 (2009) - OP 5.6.11 화 그림 콘티, OP 연출

- 돌아가는 펭귄드럼 (2011) - 원안, 감독, 시리즈 구성, 음향 감독, 각본

- 하트 커넥트 (2012) - ED3 그림 콘티/연출

- BROTHERS CONFLICT (2013) - ED 그림 콘티/연출

- 유리쿠마 아라시 (2015) - 감독, 시리즈 구성, 음향 감독

- 사라잔마이 (2019) - 감독

### 극장판
- 미소녀전사 세일러문 R (1993)

- 미소녀전사 세일러문 S (1994)

- 미소녀전사 세일러문 SS (1995)